# فرودگاه آگنیو
فرودگاه آگنیو (به انگلیسی: Agnew Airport) یک فرودگاه با کد یاتا AGW است. این فرودگاه در کشور استرالیا قرار دارد.